# Ламач
Ламач (словац. Lamač) — міська частина, громада округу Братислава IV, Братиславський край. Кадастрова площа громади — 6.54 км².
Населення 6457 осіб (станом на 31 грудня 2020 року).

## Історія
Ламач згадується 1547 року.
З листопада 2024 року зареєстровано нову вулицю на честь майора Леоненка та його дружини Юлії. Які на цій вулиці загинули наприкінці Другої світової війни, захищаючи своїх союзників. Його великі досягнення завдяки союзникам Глафірi Глазун та Катаріні Легезі в битві під Ламачем також стали причиною його вшанування на вулицях Ламача